# Olle Idewall
Nils Olof (Olle) Idewall, född 30 juni 1928 i Lärbro i Gotlands län, död 20 mars 1991 i Visby, var en svensk konstnär och keramiker. 
Han var son till reparatören Valter Idevall och Anna Pernilla Kellquist och 1949–1971 gift med Marianne Johansson. Idewall studerade skulptur vid Konstfackskolan i Stockholm 1946–1948 och genomförde därefter studieresor Nordafrika och Spanien.  
Separat ställde han ut i bland annat Västerås, Lund och Visby samt medverkade i samlingsutställningar i Visby och Stockholm, bland annat i utställningen Gotlandsmålare på Galleri Gummeson 1955, då Dagens Nyheters konstrecensent Ulf Linde ansåg att "Olle Idewall har en viss anknytning till den yngsta expressionismen av Torsten Renqvists art. Färgen kan ibland få en ohämmad friskhet som ger de bästa målningarna nerv i uttrycket, men den påtagliga utåtvändheten kan ibland bli en aning ytligt dekorativ". Tillsammans med Ingemar Callenberg utförde han 1952 väggmålningen Treklang i tempera vid Fridhemsplans tunnelbanestation. Han utförde samma år väggdekorationer i keramikplattor för Skandinaviska enskilda banken i Luleå och åtta väggdekorationer i keramik med olika fartygstyper för Slite Cement- och Kalk AB 1953 samt ett keramikkonstverk i övre entréhallen till den nya institutionsbyggnaden i Stora Sköndal 1960.
Hans konst består av stilleben och figurmotiv som anknyter till postkubismens formschema i dekorativa mönstereffekter, och landskapsmålningar med motiv från  bland annat Gotland, Spanien och Nordafrika i olja samt keramiska målningar och väggkompositioner med polykroma glaserade kakelplattor. Idewall är representerad vid Norrbottens läns museum i Luleå.